# Dorcatoma lanuginosa
Dorcatoma lanuginosa is een keversoort uit de familie klopkevers (Anobiidae). De wetenschappelijke naam van de soort is voor het eerst geldig gepubliceerd in 1873 door Baudi di Selve.